# Фостери
Фостери (енгл. The Fosters) америчка је телевизијска серија коју су створили Бред Бредевег и Питер Пејџ за ABC Family / Freeform. Приказивана је од 3. јуна 2013. до 6. јуна 2018. године. Прати животе породице Адамс—Фостер коју предводе полицајка Стеф Фостер и заменица директора школе Лина Адамс, које одгајају биолошког сина и четири усвојена тинејџера у Сан Дијегу.
Добила је позитивне рецензије критичара, а посебно су похваљене теме око ЛГБТ+ питања. Освојила је две Медијске награде ГЛААД и једну Награду по избору тинејџера. Последње три епизоде су послужиле као увод у серију Добра невоља, у којој глуме Маја Мичел и Сијера Рамирез.

## Радња
Серија прати животе полицајке Стеф Фостер и њене супруге Лине Адамс, као и њихове мултиетничке, мешане породице. Стеф и Лина су родитељи Брендона, Стефиног биолошког сина из претходног брака, и близанаца Хесуса и Маријане, који су усвојени као деца. На почетку серије, Стеф и Лина прихватају двоје деце, Кали и Џуда, које касније и усвајају. Део њихових живота је и Мајк Фостер, Стефин партнер у патроли и бивши супруг, а уједно и Брендонов биолошки отац.

## Улоге
| Глумац         | Улога                 |
| -------------- | --------------------- |
| Тери Поло      | Стеф Адамс Фостер     |
| Шери Саум      | Лина Адамс Фостер     |
| Маја Мичел     | Кали Адамс Фостер     |
| Сијера Рамирез | Маријана Адамс Фостер |
| Џејк Т. Остин  | Хесус Адам Фостер     |
| Ноа Сентинео   | Хесус Адам Фостер     |
| Хејден Бајерли | Џуд Адамс Фостер      |
| Дејвид Ламберт | Брендон Фостер        |
| Дени Нучи      | Мајк Фостер           |

## Епизоде
| Сезона | Сезона | Епизоде | Епизоде          | Оригинално емитовање | Оригинално емитовање |
| Сезона | Сезона | Епизоде | Епизоде          | Премијера            | Финале               |
| ------ | ------ | ------- | ---------------- | -------------------- | -------------------- |
|        | 1.     | 21      | 10               | 3. јун 2013.         | 5. август 2013.      |
| 11     | 1.     | 21      | 13. јануар 2014. | 24. март 2014.       |                      |
|        | 2.     | 21      | 10               | 16. јун 2014.        | 8. децембар 2014.    |
| 11     | 2.     | 21      | 19. јануар 2015. | 23. март 2015.       |                      |
|        | 3.     | 20      | 10               | 8. јун 2015.         | 17. август 2015.     |
| 10     | 3.     | 20      | 25. јануар 2016. | 28. март 2016.       |                      |
|        | 4.     | 20      | 10               | 20. јун 2016.        | 29. август 2016.     |
| 10     | 4.     | 20      | 31. јануар 2017. | 11. април 2017.      |                      |
|        | 5.     | 22      | 9                | 11. јул 2017.        | 5. септембар 2017.   |
| 13     | 5.     | 22      | 9. јануар 2018.  | 6. јун 2018.         |                      |